# Santa Magdalena de Caseres
Santa Magdalena de Caseres és un edifici del municipi de Caseres (Terra Alta) inclosa en l'Inventari del Patrimoni Arquitectònic de Catalunya.

## Descripció
Es tracta d'una església d'una nau, amb dos altars i presbiteri. Volta apuntada i capçalera interior poligonal gallonada. Fou construïda de carreus quasi totalment. Portalada de mig punt dovellada amb guardapols decorat per una ziga-zaga, situada a un lateral. Les finestres són escasses i molt petites. L'exterior és molt massís i presenta una torre campanar rectangular al peu de la nau. La coberta és a doble vessant de teula àrab. Als paraments exteriors s'aprecien successives reformes, hi ha un ràfec que de vegades és una cornisa motllurada i altres lloses planes de pedra.
A la façana principal trobem una sèrie de mènsules amb relleus esculpits, representant un cap, una fulla, un animal, etc.
El campanar està bastit parcialment de totxo, la major part està feta de carreu.

## Història
No se sap gaire cosa d'aquesta església. El 1359 Caseres apareix amb 8 focs i primitivament el lloc veí d'Almudèfer tenia més importància (i era anterior). Després aquest últim es va despoblar bastant i sembla que part de la seva església parroquial de Santa Anna fou utilitzada per ampliar la de Caseres. Sembla que la façana és traslladada en temps no gaire llunyans.
De totes maneres, en contra de la idea de la modernitat de l'església de Caseres, la capçalera és pròpia, gòtica, per tant podem parlar d'una base medieval original sobre la qual s'han obrat successives reformes i ampliacions.